# العين (مدينة حجة)

تعديل مصدري - تعديل

العين هي إحدى قرى عزلة قدم بمديرية مدينة حجة التابعة لمحافظة حجة، بلغ تعداد سكانها 495 نسمة حسب تعداد اليمن لعام 2004.